# The Minibosses
Minibosses é uma banda independente estadunidense de nintendocore,  rock progressivo e metal progressivo originária de Northampton, Massachusetts, e atualmente localizada em Phoenix, Arizona. Formada em  janeiro de 2000, são conhecidos por suas canções baseadas em temas de jogos eletrônicos, variações instrumentais ao estilo rock de canções do NES e jogos eletrônicos como Mega Man, Metroid e Castlevania. A maior parte dos seus fãs oriundam das constantes apesentações da banda em casas de show locais do Arizona e outras cidades do sudoeste dos Estados Unidos. A banda utiliza majoritariamente seus fóruns de discussão pela Internet para anúncios de turnê e novas canções ou remixagens.

## História
Em 1997, antes da formação do Minibosses, Aaron Burke e Matt Wood formaram com outros amigos da Universidade de Massachusetts uma banda de covers de canções de jogos eletrônicoss, Jenova Project. Quando as atividades da banda terminaram, em 1999, a banda foi reformulada para Minibosses, dedicando-se então exclusivamente ao tema NES.
Lançaram o primeiro álbum no final de 2000, contendo tanto gravações originais quanto covers. Admitiram posteriormente que a qualidade das gravações não eram satisfatórias, e então decidiram regravar os trabalhos antigos novamente. Desde 2000 a banda vem se apresentando em turnês continuamente e gravando material para novos álbuns. A partir desse momento a cena de bandas covers de temas de jogos eletrônicos cresceu, com o surgimento de outras bandas como Neskimos e The OneUps.
Passaram por diversas mudanças, principalmente entre os guitarristas. Originalmente ocupado por Rich Smaldone brevemente e posteriormente por Fred Johnson, o posto é atualmente ocupado por John Lipfert, ex-integrante do After Any Accident.

## Integrantes

### Formação atual
- Ben Baraldi — vocal e baixo
- Aaron Burke — guitarra
- Matt Wood — bateria

### Ex-integrantes
- John Lipfert — guitarra (2004 — 2007)
- Fred Johnson — guitarra (2002 — 2004)
- Rich Smaldone — guitarra (2001 — 2002)

## Discografia

### Álbuns e EP's
- Minibosses (2000)
- Minibosses (EP) (2004)
- Live at the Middle East (2004)
- Minibosses/Penny Winblood (2005)
- Minibosses Brass (2005)

## Jogos eletrônicos abrangidos
- Bionic Commando
- Blaster Master
- Castlevania
- Castlevania II: Simon's Quest
- Castlevania III: Dracula's Curse
- Contra
- Double Dragon
- Ghosts 'n Goblins
- The Goonies II
- Ikari Warriors
- Kid Icarus
- The Legend of Zelda
- Metroid
- Mega Man 2
- Mike Tyson's Punch-Out!!
- Ninja Gaiden
- Rygar
- Super Mario Bros. 2
- Wizards and Warriors
- Zelda II: The Adventure of Link

### Entrevistas
- (em inglês) "Nintendo Rocks!" - Wired Magazine: Werde, Bill (dezembro de 2002)
- (em inglês) "Nintendo rocks!" Salon.com: Becker, Verne (21 de abril de 2004)
- (em inglês) "Rocking in the Key of Nintendo" NPR-All Things Considered (26 de agosto de 2004)